# Lacul Durankulak
Lacul Durankulak este un ochi de apă cu  suprafață de 4 km², situat în partea de nord-est a Bulgariei, la 2 km SE de localitatea omonimă. În anul 1984 a fost declarat zonă umedă de interes internațional, Cuprinde peste 260 specii de păsări, dintre care 72 sunt cuprinse în Cartea Roșie a Bulgariei, precum și exemplare rare de fluturi de zi și de noapte, unele specii sunt endemice zonei (Scopula corrivalaria). Pe cuprinsul lacului se găsesc 2 mici insule.